# Nazionale maschile di canoa polo dell'Italia
La nazionale di canoa polo dell'Italia rappresenta la Federazione Italiana Canoa Kayak nelle competizioni internazionali, come i Campionati europei o i Campionati mondiali di canoa polo organizzati dalla International Canoe Federation. L'attuale tecnico è Rodolfo Vastola, il quale ha guidato la nazionale nel Campionato mondiale 2012 disputato a Poznań.

## Piazzamento Nazionale Italiana ai Campionati mondiali maschili
L'Italia ha preso parte a tutte le edizioni fin qui disputate dei Campionati mondiali di canoa polo, sia con la rappresentativa maschile che con quella femminile.
- 1994 : 9°
- 1996 :  2°
- 1998 :  3°
- 2000 : 4°
- 2002 : 4°
- 2004 : 5°
- 2006 :  2°
- 2008 :  3°
- 2010 :  3°
- 2012 : 5°
- 2014 :  3°
- 2016 :   1°

## Piazzamenti Nazionale Italiana ai Campionati europei maschili
- 1995 : 5°
- 1997 :  3°
- 1999 :  3°
- 2001 : 5°
- 2003 : 5°
- 2005 : 6°
- 2007 : 4°
- 2009 :  1°
- 2011 : 5°
- 2021 :  3°

## Rosa 2012
Di seguito è elencata la rosa dei convocati per il Campionato mondiale 2012

### Portiere
- 6 Andrea Romano (KST 2001 Siracusa)

### Centrali
- 10 Giampiero De Luca (PS Chiavari)
- 3 Davide Novara (KST 2001 Siracusa)
- 5 Davide D'Addelfio (Mariner CC)

### Esterni
- 7 Giammarco Emmanuele
- 5 Jan-Erik Haack
- 1 Andrea Bertelloni (PS Chiavari)
- 10 Marco Porzio (PS Chiavari)

### Avanzati
- 6 Edoardo Corvaia (c)
- 9 Luca Bellini (PS Chiavari) (c)